# Dioctria cretensis
Dioctria cretensis là một loài ruồi trong họ Asilidae. Dioctria cretensis được Becker miêu tả năm 1923. Loài này phân bố ở vùng Cổ Bắc giới.